# Michele Paolucci
Michele Paolucci (Recanati, 6 de fevereiro de 1986) é um futebolista italiano. Atualmente, joga pelo Siena.

## Carreira

### O início
Michele Paolucci começou sua carreira profissional na Juventus, após passar pelas equipes de base. No entanto, não chegou a atuar pela vecchia signora na Serie A.
Após um empréstimo ao Ascoli na temporada 2006-07, onde estreou profissionalmente pela Serie A e fez uma boa passagem, marcando seis gols em 32 jogos, se transferiu em definitivo para a Udinese, em 2007. Curiosamente, Paolucci retornaria à equipe de Turim três anos depois.

### Udinese e empréstimos
No verão de 2007, transferiu-se para a Udinese por €1,3 milhões, em um acordo de copropriedade com a Juventus, como parte do pagamento de Vincenzo Iaquinta, que vinha para a Juve após uma boa Copa do Mundo em 2006. Fez sua estreia oficial pela Udinese num jogo da Coppa Italia, e impressionou os torcedores ao marcar dois gols contra o Bari, em 29 de agosto de 2007. Porém, Paolucci fez apenas duas partidas pela Serie A em cinco meses na Udinese.
Em janeiro de 2008, foi novamente emprestado, dessa vez ao Atalanta, onde jogaria até julho de 2008. Na Atalanta, não obteve grande êxito.
Durante a janela de transferências de verão, às vésperas da temporada 2008-09, Paolucci foi novamente emprestado, dessa vez para o Catania. Se mostrou um jogador fundamental durante sua passagem pela equipe, enquanto esta buscava uma vaga na Liga Europa da UEFA (atual UEFA Europa League), até que viu suas chances irem por água abaixo após uma sequência de maus resultados durante o segundo turno. Marcou sete gols em 26 jogos pela Serie A durante sua passagem pelo Catania, tendo sido regularmente incluído na equipe titular, sob o comando de Walter Zenga. Esta foi a equipe onde obteve a mais bem-sucedida passagem na Serie A até hoje.
Em junho de 2009, Paolucci retornou à Udinese, após o empréstimo ao Catania.

### Siena e o retorno à Juventus
Imediatamente após o retorno, sua boa passagem pela equipe da Sicília lhe rendeu o interesse do Siena, que o contratou em co-propriedade por €3,3 milhões, em 8 de julho de 2009. Paolucci não conseguiu manter sua vaga na equipe titular do Siena, fazendo apenas 10 partidas pela Serie A, marcando apenas dois gols.
Após seis meses no Siena, não conseguiu obter a vaga de titular e acabou retornando ao clube que o revelou, a Juventus, mais uma vez por empréstimo. Foi anunciado oficialmente em 16 de janeiro de 2010. Paolucci se mostrou muito entusiasmado com a transferência. Estreou pela Juve em 17 de janeiro de 2010, e viu sua equipe ser derrotada pelo Chievo Verona por 1-0.

### Seleção nacional
Paolucci foi regularmente convocado para as seleções de base da Itália, desde o sub-17 até o sub-21. Fez a sua estreia pelo sub-21 num jogo contra Luxemburgo sub-21, em 12 de dezembro de 2006, substituindo Nicola Pozzi no intervalo da partida.
Pela azzurra, porém, nunca foi convocado para a seleção principal.